# Braunit
Kursiv text
Braunit, Mn2+Mn3+6[O8|SiO4], är ett manganhaltigt silikatmineral med ytterligare syre som anjon. Vanliga föroreningar i mineralet är järn, kalcium, bor, barium, titan, aluminium och magnesium.
Braunit hittades första gången i Friedrichroda i Thüringer Wald i Tyskland.  Wilhelm Ritter von Haidinger beskrev mineralet och namngav det efter Wilhelm von Braun zu Gotha.
Braunit ingår i braunitgruppen tillsammans med abswurmbachit, gatedalit och neltnerit.
Mineralet förekommer i mindre svenska fyndigheter i Värmland, Dalsland och några andra platser i Mellansverige. Globalt förekommer över 300 fyndorter.
Braunit används som manganmalm och som keramiskt färgämne.